# Icoana „Sfânta Fecioară Hodigitria”
Icoana „Maicii Domnului Hodigitria” (în bulgară Света Богородица Одигитрия) se păstrează în biserica principală a Mănăstirii Rila cu hramul „Nașterea Maicii Domnului” și este considerată „icoană făcătoare de minuni”. Icoana a fost păstrată anterior în capela turnului Hreliov.

## Descriere
Icoana Născătoarei de Dumnezeu este principalul obiect de cult din Mănăstirea Rila. Se execută în tipul iconografic Odighitria. Moaștele a 32 de sfinți creștini ale căror nume sunt scrise pe plăci metalice sunt amplasate în adâncituri speciale din jurul acesteia. În partea de sus se află inscripția „Odighitria” (Îndrumătoarea).

## Istorie
Icoana, cel mai probabil, a fost pictată în secolul al XIV-lea din dorința aristocrației bizantine.
Într-un articol dedicat Mănăstirii Rila, Mihail Enev consideră că icoana a fost adusă în mănăstire după cucerirea Belgradului (1521), în secolul al XVI-lea, rămânând probabil o vreme la Constantinopol.
Conform altei ipoteze, icoana a fost o danie către mănăstire a Marei Brankovic (cunoscută sub numele de Mara sultana sau Mara Regina, care a adus înapoi la mănăstire moaștele Sfântului Ioan de la Rila de la Veliko Tărnovo), fiind fiica despotului Gheorghe Brancovici al Serbiei. Mara a donat icoana Sfintei Născătoare de Dumnezeu Sfintei Mănăstiri Rila, care a păstrat limba bulgară, cât timp a fost sub turban turcesc.
În istoriografie există și o versiune a lui Gheorghe Skilitsa care interpretează datele păstrate prin tradiție din viața Sfântului Cuvios Ioan de la Rila concluzionând că icoana ar fi fost un dar pentru mănăstire încă din timpul domniei lui Manuel I Comnen - ca recunoștință pentru vindecarea acestuia primită de la moaștele Sfântului Cuvios Ioan de Rila.

## Copii ale icoanei

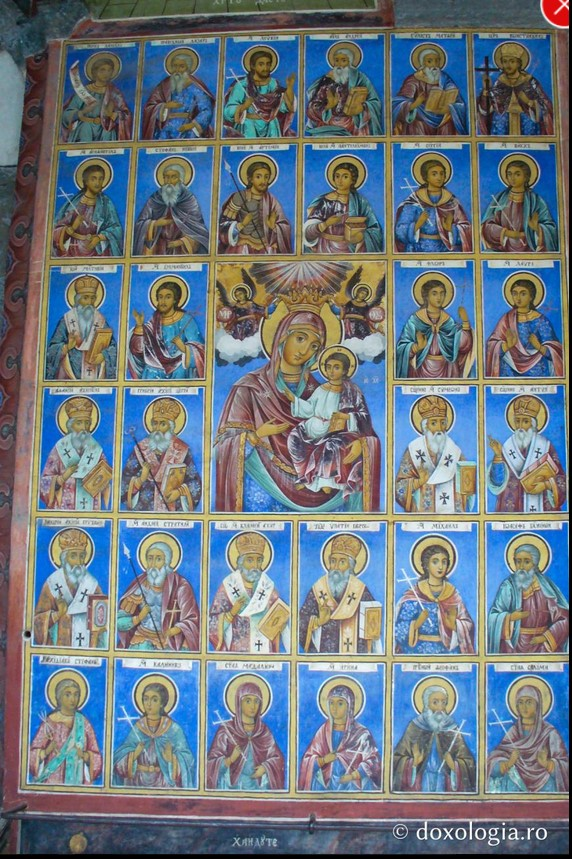
Copie a icoanei

Icoane asemănătoare celebre, cu un relicvar cu moaște ale sfinților, în afară de cea păstrată în Mănăstirea Rila, mai sunt doar trei în lume :
1. În mănăstirea „Sfânta Schimbare la Față” din Meteora - un dar de la ctitorița Maria Angelina Ducas Palaiologhina, fiica lui Simeon Uroș și soția lui Toma Preljubović;
2. O icoană portabilă de la ctitorița Anastasia Romanovna, soția lui Ivan cel Groaznic - din secolul al XVI-lea în Imperiul Rus, păstrată în Palatul de Iarnă din Sankt Petersburg;
3. O icoană comandată special pentru Barbu Craiovescu, Mare Ban al Craiovei, în Oltenia, pe vremea domnitorului muntenesc Neagoe I Basarab (1512  – 1521), care se păstrează la Muzeul Național de Arte din București.[1]